# 季季夫卡
51°13′18″N 31°51′40″E / 51.22167°N 31.86111°E
季季夫卡（烏克蘭語：Титівка），是烏克蘭北部的村莊，隸屬切爾尼希夫州的尼任區。該村面積0.53平方公里，海拔高度119米，2001年人口135，人口密度每平方公里253.3人。